# Joseph-Marie Cusset
Pour les articles homonymes, voir Cusset (homonymie).
Joseph-Marie Cusset, né le 26 mars 1759 à Lyon, fusillé le 10 octobre 1796 à Paris, est un révolutionnaire français.

## Biographie
Marchand de soieries et négociant à Lyon, il est élu le 8 septembre 1792 député du département de Rhône-et-Loire, le 13e sur 15 avec 480 voix sur 819 votants, à la Convention nationale, où il siège sur les bancs de la Montagne. Lors du procès de Louis XVI, il vote la mort « dans les vingt-quatre heures ».
Envoyé en mission auprès de l'armée de la Moselle par décret du 29 juin 1793 pour une mission secrète à Luxembourg, il est rappelé par décret de la convention le 19 juillet, sans effet. En septembre, il annonce, depuis Thionville, l'entrée des Autrichiens dans Sierck et dénonce leurs exactions : « Ils ont pillé, brûlé, fait abattre à coups de sabre l'arbre de la liberté, massacré de malheureux pères de famille ; leur barbarie a été plus loin : ils ont arraché les langues, coupé les pieds et mains, qu'ils mettaient dans les poches de ces malheureux blessés ». Le 17, dans une nouvelle lettre, il annonce la défaite des Autrichiens et des Prussiens en ces termes : « Les hordes étrangères et les émigrés avaient formé le plan d'enlever les postes de Rodemack, Roussy, Cattenom et autres, de piller, ravager, incendier tous ces environs ; mais l'activité, la valeur républicaine ne laissent pas ainsi compter les vils esclaves ».
Après un nouveau décret de la Convention du 13 brumaire an II (3 novembre 1793), le comité de salut public le rappelle 2 frimaire an II (22 novembre 1793 par une lettre très sèche. Deux jours plus tôt, il a envoyé une lettre annonçant qu'il est malade et va rentrer à Paris. Toutefois, il est encore en province le 19 frimaire (9 décembre 1793), comme le montre une lettre à la Convention.
De retour à Paris, Cusset fait partie des Montagnards de l'an III, ou Crêtois, après le 9-Thermidor. Impliqué en l'an IV dans l'affaire du camp de Grenelle, il est traduit devant le conseil militaire, qui le condamne à mort, et fusillé.
Son nom a été donné en 1978 à une station de la ligne A du métro de Lyon.

## Source
- Adolphe Robert, Gaston Cougny (dir.), Dictionnaire des parlementaires français de 1789 à 1889, Edgar Bourloton, 1889, tome 2 (de Cuneo d'Ornano à Dahirel), p. 235.